# Римершмид, Рихард
Рихард Римершмид (нем. Richard Riemerschmid; 20 июня 1868, Мюнхен — 13 апреля 1957, Мюнхен) — немецкий архитектор, художник декоративно-прикладного искусства, теоретик и педагог, один из лидеров движения мюнхенского югендстиля.

## Жизнь и творчество
Рихард Римершмид был внуком крупного предпринимателя, производителя шнапса и ликёров в Баварии, Антона Римершмида. В 1886 году Рихард окончил гимназию Вильгельма в Мюнхене и в 1887—1889 годах учился живописи в мюнхенской Академии художеств под руководством Габриэля фон Хакля и Людвига фон Лёффца. Затем работал в качестве свободного художника и архитектора в родном городе. Римершмид создал ряд альбомных картин, в том числе серию «Времена года», по заказу кёльнского шоколадного производителя Людвига Штольверка. В 1897 году Римершмид вместе с Германом Обристом, Бруно Паулем, Отто Экманом и Бернгардом Панкоком был организатором «Объединения мастерских искусства и ремесла» (Vereinigte Werkstätten für Kunst im Handwerk), а также в 1907 году «Немецкого союза мастерских» (Deutscher Werkbund). На Всемирной выставке в Париже в 1900 году Рихард Римершмид демонстрировал «Комнату ценителя искусства» — одно из программных произведений «нового стиля».
В 1912—1924 годах Рихард Римершмид был директором мюнхенской Школы художественных ремёсел, влившейся в 1946 году в Академию художеств, в 1926—1931 — директором и профессором Ремесленной школы в Кёльне. После прихода в 1933 году в Германии к власти национал-социалистов художник был отстранён от участия в культурной жизни Германии и ушёл во «внутреннюю эмиграцию». В то же время в 1943 году он был награждён Альбертом Шпеером медалью Гёте за вклад в науку и искусство.
Творческие устремления Римершмида формировались под влиянием английского движения «Искусства и ремёсла» Уильяма Морриса, в то же время он был одним из пропагандистов немецкого югендстиля. Римершмид проектировал образцы мебели, обоев, тканей, изделий из стекла и фарфора в новом стиле. Он работал для фарфоровых мануфактур в Майссене и Эдельштайне. В 1900—1901 годах разрабатывал проект интерьеров концертного здания камерной музыки в Мюнхене (Münchner Kammerspiele), а также застройки города-сада Хеллегау в Саксонии (ныне — часть Дрездена). Участвовал в создании интерьеров спущенного со стапелей в 1906 году одного из лучших в Германской империи океанского пассажирского лайнера «Кронпринцесса Цецилия». С годами его проекты становились всё более рациональными, предвещая наступление периода конструктивизма.
В 1917 году Римершмид опубликовал теоретический трактат «Пути и заблуждения нашего художественного образования» (Wege und Irrwege unserer Kunsterziehung). В 1914 году Римершмид получил чин баварского тайного советника (Königlich Bayerischer Geheimrat). В 1951 году удостоился Архитектурной, а в 1952 — Большой художественной премии Мюнхена. В 1954 году он стал почётным членом мюнхенской Академии художеств, а в 1955 — почётным доктором Штутгартского университета.
В 1952 году Рихард Римершмид был награждён Большим крестом ордена за заслуги ФРГ. Был женат на актрисе Иде Гофман.
В 2006 году историком Бернгардом Графом на телестудии BR снят документальный фильм «Рихард Римершмид, баварский архитектор между югендстилем и Веркбундом» (Richard Riemerschmid, Bayerischer Architekt zwischen Jugendstil und Werkbund).

## Галерея
- Немецкие мастерские в Дрезден-Хеллегау
- Спроектированные Р.Римершмидом здания в Дрезден-Хеллегау
- Вилла Фишель в Киле
- Лестница виллы Фишель в Киле
- Вилла Линденхоф в Геррлингене
- Здание начальной школы на Озельштрассе в Мюнхене
- Тарелка из мейсенского фарфорового сервиза „Blaue Rispe“, 1903-05 г.г.